# نیروی سرنوشت
نیروی سرنوشت  (به ایتالیایی: La forza del destino) اپرایی در چهار پرده از جوزپه وردی است. اپرانامهٔ آن توسط فرانچسکو ماریا پیاوه، برپایهٔ یک نمایش‌نامهٔ اسپانیایی به‌نام آلوارو یا نیروی سرنوشت (۱۸۳۵)، از آنخل د ساودرا، همراه با صحنهٔ اقتباس‌شده‌ای از نمایش‌نامه‌های سه‌گانهٔ والنشتاین فریدریش شیلر نوشته شده‌است. نیروی سرنوشت نخستین بار در ۲۲ نوامبر ۱۸۶۲ در تئاتر بولشوی سن پترزبورگ روسیه اجرا شد.
امروزه اپرای نیروی سرنوشت به‌طور مرتب اجرا می‌شود و اجراهای ضبط‌شدهٔ متعددی از آن وجود دارد. اوورتور آن گاهی به‌تنهایی در آغاز کنسرت‌ها اجرا می‌شود.

## تاریخچهٔ اجرا

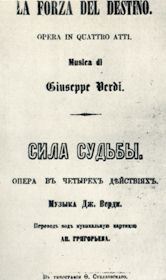
نخستین ویرایش اپرانامهٔ نیروی سرنوشت (۱۸۶۲)، سن پترزبورگ، با متن دوزبانهٔ ایتالیایی و روسی

پس از تغییرهایی که وردی در اپرا داده بود، اجراهایی در رُم (۱۸۶۳) و مادرید (با حضور دوک ریواس، نویسندهٔ نمایش‌نامه، در میان حضار) انجام گرفت. پس از آن، اپرا در نیویورک و وین (۱۸۶۵)، بوئنوس آیرس (۱۸۶۶)، و لندن (۱۸۶۷) اجرا شد.
وردی اصلاح‌های دیگری هم در اپرا همراه با اضافاتی از آنتونیو جیستلانتسونی، اعمال کرد. این نسخه که در لا اسکالا، میلان، در ۲۷ فوریهٔ ۱۸۶۹ اجرا شد، نسخهٔ استاندارد اپرا است. یک اوورتور جدید، درج یک فیناله در پایان پردهٔ سوم پس از دوئل میان کارلو و آلوارو، و یک پایان جدید، که در آن آلوارو به‌جای آن‌که خودش را از صخره پایین بیندازد، زنده می‌مانَد، از جمله مهم‌ترین اصلاح‌های انجام‌شده هستند.

## نقش‌ها
- مارکوس کالاتراوا: باس
- لئونورا دختر کالاتراوا: سوپرانو
- دن کارلو، برادر لئونورا: باریتون
- دن آلوارو، خواستگار لئونورا: تنور

## سازبندی
۲ فلوت، ۲ ابوا، ۲ کلارینت، ۲ فاگوت، ۴ کر، ۲ ترومپت، ۳ ترومبون، تیمپانی، پرکاشن، ۲ چنگ، و سازهای زهی.

## خلاصهٔ داستان
مکان: اسپانیا و ایتالیا
زمان: حدود ۱۷۵۰

### پردهٔ اول
عمارت خانوادهٔ لئونورا در سویل
دُن آلوارو نجیب‌زادهٔ جوانی از آمریکای جنوبی (احتمالاً پرو) است. او در سویل عاشق دونا لئونورا دختر مارکوس کالاتراوا می‌شود؛ ولی خواست کالاتراوا این است که دخترش با مردی از طبقهٔ بالای جامعه ازدواج کند. با وجود آنکه لئونورا از بیزاری پدرش نسبت به دن آلوارو آگاه است، به او دل می‌بندد و مصمم است که خانه و کشورش را ترک کند تا با او بگریزد. در این تلاش، محرم لئونورا، کورا نیز به او کمک می‌کند.
زمانی که لئونورا و آلوارو در اتاق لئونورا یکدیگر را ملاقات می‌کنند، مارکوس ناگهان وارد می‌شود و آلوارو را تهدید به مرگ می‌کند. آلوارو نیز برای آنکه نشان دهد لئونورا بی‌گناه است، تسلیم شده و تفنگ خود را به پایین پرتاب می‌کند. اما شلیک شدن گلوله موجب زخمی شدن مارکوس و مرگ او می‌شود.

### پردهٔ دوم
صحنهٔ ۱: میخانه‌ای در روستا
دن کارلو برادر لئونورا، همراه با دهقانان در آشپزخانهٔ بار جمع شده‌است. او نامی مستعار برای خود انتخاب کرده و می‌خواهد انتقام مرگ پدرش را از لئونورا و آلوارو بگیرد. لئونورا وارد می‌شود ولی او خودش را به شکل یک مرد درآورده تا توسط برادرش شناخته نشود.
صحنهٔ ۲: صومعه‌ای در نزدیکی
لئونورا به یک صومعه پناه می‌برد و برای راهب بزرگ، پدر گواردیانو، نام واقعی‌اش را فاش ساخته و می‌گوید که قصد دارد بقیهٔ عمرش را در کنج عزلت بگذراند. راهب بزرگ مراحلی که لئونورا باید بگذراند را به او می‌گوید. در پایان، پدر گواردیانو، لئونورا و بقیهٔ راهب‌ها به دعا مشغول می‌شوند.

### پردهٔ سوم
صحنهٔ ۱: جنگلی نزدیک وِلِتری، در ایتالیا
دُن آلوارو با نام دن فدریکو هرروس به ارتش اسپانیا پیوسته‌است. شبی او جان دن کارلو که با نام دن فلیکس برنوس در همان ارتش خدمت می‌کند را نجات می‌دهد. آن‌ها دوستان نزدیکی می‌شوند و شانه به شانهٔ هم در جنگ ولتری می‌جنگند. جنگی تاریخی که در سال ۱۷۴۴ به وقوع پیوسته‌است.
صحنهٔ ۲
در طول جنگ دن آلوارو زخمی شده و چون خود را در حال مرگ می‌یابد، نامه‌هایی را به دن کارلو می‌دهد و از او می‌خواهد که پس از مرگش آن‌ها را نابود کند. دن کارلو که کنجکاو شده، با وجود آن‌که قسم خورده بوده، در بسته را باز کرده و تصویر خواهرش را در آن می‌یابد. در این هنگام پزشکی اطلاع می‌دهد که حال دن آلوارو بهبود خواهد یافت. دن کارلو از آن جهت خوشحال است که به انتقام خون پدرش می‌اندیشد.
صحنهٔ ۳: کمپی نزدیک میدان جنگ
آلوارو که از مرگ نجات یافته خود را در برابر کارلو و درگیر یک دوئل می‌یابد. سربازان اما آن دو را جدا می‌سازند. دن آلوارو با نگرانی به یک صومعه می‌رود.
سربازان دور هم جمع می‌شوند و زن کولی تلاش می‌کند تا آن‌ها را در ستایش زندگی نظامی با خود همنوا کند.

### پردهٔ چهارم

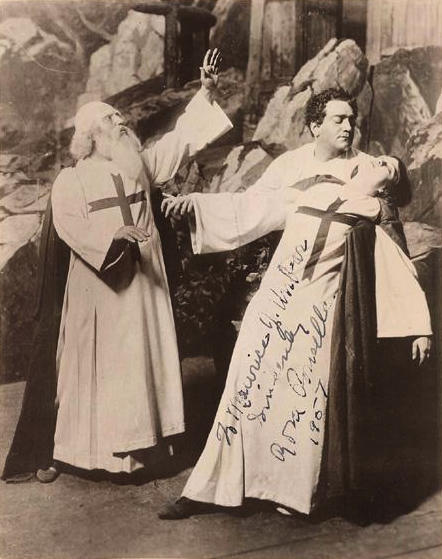
اجرا مربوط به سال ۱۹۱۸

دن آلوارو با نام پدر رافائل وارد صومعه شده‌است. در نزدیکی جایی که غار لئونورا واقع شده‌است، دن کارلو سر می‌رسد و آلوارو را وادار به مبارزه می‌کند.
صحنه ۲
لئونورا دعا می‌کند که با مرگی آرام بمیرد. آلوارو وارد می‌شود و تقاضای کمک می‌کند چون کارلو را در دوئل زخمی کرده‌است. دو معشوق یکدیگر را می‌شناسند. لئونورا برادرش را می‌بیند و در مقابل او زانو می‌زند. دن کارلو خنجرش را در قلب لئونورا فرومی‌کند. در پایان، پدر گواردیانو و آلوارو دعا می‌خوانند در حالی که لئونورا در حال مرگ است.